# Гуртовой, Григорий Антонович
Григо́рий Анто́нович Гуртово́й — советский хозяйственный, государственный и политический деятель.

## Биография
Родился в 1930 году в селе Истопки. Член КПСС.
С 1944 года — на хозяйственной, общественной и политической работе. В 1944—1986 гг. — колхозник, слушатель Бежицкого фабрично-заводского училища, рабочий на стройках Подмосковья, солдат Советской Армии, шофёр в селе Истопки, бригадир полеводческой бригады в колхозе Климовского района Брянской области.
За обеспечение устойчивого роста производства сахарной свёклы, картофеля, овощных, технических и других с/х культур на основе внедрения прогрессивных технологий и повышения производительности труда был в составе коллектива удостоен Государственной премии СССР за выдающиеся достижения в труде 1984 года.
Умер в селе Истопки в 2007 году.